# Conclave de 1939
O Conclave de 1939 foi convocado após a morte do papa Pio XI em 10 de fevereiro de 1939. Os 62 cardeais eleitores da Igreja Católica reuniram-se em 1º de março. No dia seguinte, no terceiro escrutínio, elegeram ao cardeal Eugenio Pacelli, Camerlengo e Secretário de Estado, como papa. Ele aceitou e tomou o nome de Pio XII. Era seu aniversário de 63 anos.
O conclave de 1939 foi o mais curto do século XX.
Pacelli foi o primeiro membro da Cúria Romana a se tornar papa desde Gregório XVI (1831) e o primeiro romano desde Inocêncio XIII (1721).

Brasão pontifício de Pio XII.

## Papabili
A revista Time anunciou que os possíveis candidatos ao papado incluem August Hlond, de Gniezno-Poznań, Karl Joseph Schulte, de Colônia, o veterano da Cúria Eugène Tisserant, Alfredo Ildefonso Schuster, de Milão, Adeodato Giovanni Piazza de Veneza, Maurilio Fossati, de Turim e Eugenio Pacelli, diplomata de longa data a serviço da Santa Sé. A perspectiva de um papa não italiano pela primeira vez desde o Papa Adriano VI em 1522 foi considerada mais provável do que em conclaves anteriores. Em 13 de fevereiro, o The New York Times descartou a ideia de não-italiano, dado o estado atual das hostilidades internacionais, embora considerasse Jean-Marie-Rodrigue Villeneuve, de Quebec, a menos censurável às potências rivais. Descontou Pacelli, já que não havia precedentes para a eleição do Secretário de Estado, e os precedentes argumentaram contra a eleição de qualquer membro da Cúria, bem como de três italianos importantes que eram membros de ordens religiosas. Os cinco italianos restantes eram Alessio Ascalesi de Nápoles, Giovanni Nasalli Rocca di Corneliano de Bolonha, Luigi Lavitrano de Palermo, Maurilio Fossati de Turim e Elia Dalla Costa de Florença. Em 20 de fevereiro, o jornal encontrou maior interesse nos cardeais da curial Francesco Marmaggi, Massimo Massimi e Luigi Maglione.
Pacelli foi fortemente favorecido entre os cardeais para vencer. Pio XI havia sugerido que ele favorecia Pacelli como seu sucessor. Em 15 de dezembro de 1937, durante seu último consistório, Pio XI sugeriu aos cardeais que ele esperava que Pacelli fosse seu sucessor, dizendo "Ele está no seu meio". Ele já havia sido citado como tendo dito: "Quando hoje o Papa morrer, você receberá outro amanhã, porque a Igreja continua. Seria uma tragédia muito maior se o Cardeal Pacelli morrer, porque há apenas uma. Oro todos os dias, Deus pode enviar outra para um de nossos seminários, mas a partir de hoje, existe apenas uma neste mundo".
Tal como São Pio X, Pio XI tinha sido um pontífice de fala franca e sensato. Reunidos em 1939, quando a eclosão das hostilidades que se tornou a Segunda Guerra Mundial era amplamente antecipada, os cardeais recorreram a um diplomata de fala mansa.

## Votação
Pacelli, em seu papel de Camerlengo, anunciou em 10 de fevereiro que o Colégio esperaria o tempo máximo permitido, dezoito dias após a morte do papa, para iniciar o conclave. O período antes do início foi prolongado após o conclave anterior, pelo qual três cardeais norte-americanos chegaram tarde demais para participar. Quando os 31 cardeais disponíveis discutiram a questão em 11 de fevereiro, eles alteraram seu plano apenas para estabelecer que começariam mais cedo se todos aqueles que planejavam comparecer tivessem chegado a Roma. Os cardeais chegaram lentamente a Roma, com apenas 37 participando do funeral papal em 14 de fevereiro e 46 em uma missa fúnebre em 18 de fevereiro. Em 20 de fevereiro, o início do conclave em 28 de fevereiro parecia ser uma possibilidade, pois apenas três não italianos ainda estavam por chegar: William Henry O'Connell, de Boston, Sebastião Leme da Silveira Cintra, do Rio de Janeiro, e Santiago Copello, de Buenos Aires. Em 22 de fevereiro, os cardeais reunidos na congregação geral se estabeleceram em 1 de março, esperando que os três chegassem a Nápoles na SS Neptunia naquela manhã.
O conclave foi realizado no Palácio Apostólico. Todos os cardeais compareceram, 35 italianos e 27 de outros países. As portas se fecharam às 18h17.
Pacelli obteve uma vitória estreita na segunda votação, com a menor maioria possível de dois terços, 42 em 62. Em seguida, pediu uma votação adicional para confirmar sua eleição por uma margem maior. À pergunta "Acceptasne electionem de te canonice factam in Summum Pontificem?" (Aceitas a tua eleição canónica como Sumo Pontífice?), Pacelli respondeu "Accepto in crucem." (Aceito como uma cruz.). Ele explicou sua escolha de Pio dizendo: "Eu me chamo Pio; toda a minha vida foi sob papas com esse nome, mas principalmente como um sinal de gratidão por Pio XI".
A fumaça branca que significava uma eleição bem-sucedida apareceu às 17h30, mas começou a ficar preta. Vincenzo Santoro, o secretário do conclave, enviou uma nota à Rádio Vaticano para confirmar que a fumaça era branca e Pacelli havia sido eleito. Às 18h06, o protodiácono, Cardeal Camillo Caccia Dominioni, fez o anúncio do Habemus Papam da varanda da Basílica de São Pedro. Ele disse que o novo papa havia escolhido o nome Pio e não mencionou o ordinal "o décimo segundo". A multidão abaixo na Praça de São Pedro começou a cantar o hino Christus Vincit.
Eugenio Pacelli foi o primeiro secretário de Estado a ser eleito papa depois de Clemente IX (1667), o primeiro camareiro depois de Leão XIII (1878), o primeiro membro da cúria depois de Gregório XVI (1831) e o primeiro romano depois de Clemente X (1670).

## Mudança no procedimento conclave
Pio XII havia sido eleito por pouco antes de buscar uma votação adicional para demonstrar apoio mais amplo, e ele sabia que uma votação muito próxima no Conclave de 1914 havia levantado a questão do impacto do voto de um cardeal em si mesmo. Pio XII promulgou a constituição apostólica Vacantis Apostolicae Sedis em 8 de dezembro de 1945, mais de seis anos após sua eleição. Ele fez apenas uma mudança significativa nos procedimentos do conclave, seguindo os estabelecidos pelo Papa Pio X em 25 de dezembro de 1904 com a constituição Vacante Sede Apostolica. Ele aumentou a maioria necessária para a eleição de dois terços dos votantes para dois terços mais um, para que o voto de um eleitor seja insuficiente para produzir uma maioria de dois terços. Ele também eliminou a regra contra votar em si mesmo, o que a regra de dois terços mais um evitava.

## Quadro de eleitores

Brasão do Camerlengo

| Duração                    | 2 dias              |
| Número de escrutínios      | 3                   |
| Cardeais Eleitores         | 62                  |
| -------------------------- | ------------------- |
| Ausentes                   | 0                   |
| Cardeais da África         | 0                   |
| Cardeais da América Latina | 2                   |
| Cardeais da América Norte  | 4                   |
| Cardeais da Ásia           | 1                   |
| Cardeais da Europa         | 55                  |
| Cardeais da Oceanía        | 0                   |
| Cardeais da Itália         | 35                  |
| PAPA FALECIDO              | PIO XI (1922–1939)  |
| PAPA ELEITO                | PIO XII (1939–1958) |

## Composição por consistório
Apesar da duração quase igual dos pontificados do Pio XI e de Pio XII, tendo criado relativamente poucos cardeais, nos conclaves após a sua morte, os cardeais criados pelos pontífices anteriores, que eram 15% em Em 1939, eles se tornaram quase um quarto em 1958.
| Consistório          | 1939 |
| -------------------- | ---- |
| Novembro de 1911     | 2    |
| Criados por Pio X    | 2    |
| Dezembro de 1916     | 4    |
| Março de 1921        | 4    |
| Criados por Bento XV | 8    |
| Maio de 1923         | 1    |
| Março de 1924        | 1    |
| Dezembro de 1925     | 2    |
| Dezembro de 1926     | 1    |
| Junho de 1927        | 2    |
| Dezembro de 1927     | 2    |
| Julho de 1929        | 1    |
| Dezembro de 1929     | 5    |
| Junho de 1930        | 4    |
| Março de 1933        | 8    |
| Dezembro 1935        | 18   |
| Junho de 1936        | 2    |
| Dezembro 1937        | 5    |
| Criados por Pio XI   | 52   |
| Total                | 62   |

| Criado por          | Cardeais | Por Cento |
| ------------------- | -------- | --------- |
| Papa Pio X (PX)     | 02       | 3,23 %    |
| Papa Bento XV (BXV) | 08       | 12,9 %    |
| Papa Pio XI (PXI)   | 052      | 83,87 %   |
| Total               | 62       | 100 %     |

## Cardeais Eleitores

### Cardeais Bispos
| Nº | Nome                                   | País   | Função                                                                    | Data Nascimento        | Consistório   | Papa |
| -- | -------------------------------------- | ------ | ------------------------------------------------------------------------- | ---------------------- | ------------- | ---- |
| 1  | Gennaro Granito Pignatelli di Belmonte | Itália | Decano do colégio dos cardeais                                            | 10 de abril de 1851    | Novembro 1911 | PX   |
| 2  | Donato Sbarretti                       | Itália | Secretário da Congregação para a Doutrina da Fé                           | 12 de novembro de 1856 | Dezembro 1916 | BXV  |
| 3  | Tommaso Pio Boggiani, O.P.             | Itália | Secretário da Secretaria de Estado da Santa Sé                            | 19 de janeiro de 1863  | Dezembro 1916 | BXV  |
| 4  | Enrico Gasparri                        | Itália | Prefeito da Supremo Tribunal da Assinatura Apostólica                     | 25 de julho de 1871    | Dezembro 1925 | PXI  |
| 5  | Francesco Marchetti-Selvaggiani        | Itália | Arcipreste da Arquibasílica de São João de Latrão Cardeal Vigário de Roma | 1 de outubro de 1871   | Junho 1930    | PXI  |
| 6  | Angelo Dolci                           | Itália | Arcipreste da Basílica de Santa Maria Maior                               | 12 de julho de 1867    | Março 1933    | PXI  |

### Cardeais Presbíteros
| Nº | Nome                                   | País           | Função                                                                   | Data Nascimento         | Consistório   | Papa |
| -- | -------------------------------------- | -------------- | ------------------------------------------------------------------------ | ----------------------- | ------------- | ---- |
| 7  | William Henry O'Connell                | Estados Unidos | Arcebispo de Boston Protopresbítero                                      | 8 de dezembro de 1859   | Novembro 1911 | PX   |
| 8  | Alessio Ascalesi, C.PP.S.              | Itália         | Arcebispo de Nápoles                                                     | 22 de outubro de 1872   | Dezembro 1916 | BXV  |
| 9  | Adolf Bertram                          | Alemanha       | Arcebispo de Wroclaw                                                     | 14 de março de 1859     | Dezembro 1916 | BXV  |
| 10 | Michael von Faulhaber                  | Alemanha       | Arcebispo de Munique e Frisinga                                          | 5 de março de 1869      | Março 1921    | BXV  |
| 11 | Dennis Joseph Dougherty                | Estados Unidos | Arcebispo de Filadélfia                                                  | 16 de agosto de 1865    | Março 1921    | BXV  |
| 12 | Francisco Vidal y Barraquer            | Espanha        | Arcebispo de Tarragona                                                   | 3 de outubro de 1868    | Março 1921    | BXV  |
| 13 | Karl Joseph Schulte                    | Alemanha       | Arcebispo de Colônia                                                     | 14 de setembro de 1871  | Março 1921    | BXV  |
| 14 | Giovanni Nasalli Rocca di Corneliano   | Itália         | Arcebispo de Bolonha                                                     | 27 de agosto de 1872    | Maio 1923     | PXI  |
| 15 | George Mundelein                       | Estados Unidos | Arcebispo de Chicago                                                     | 2 de julho de 1872      | Março 1924    | PXI  |
| 16 | Alessandro Verde                       | Itália         | Arcipreste da Basílica de Santa Maria Maior                              | 27 de março de 1865     | Dezembro 1925 | PXI  |
| 17 | Lorenzo Lauri                          | Itália         | Penitenciário-Mor da Santa Sé Camerlengo da Câmara Apostólica            | 15 de outubro de 1864   | Dezembro 1926 | PXI  |
| 18 | Jozef-Ernest van Roey                  | Bélgica        | Arcebispo de Malinas-Bruxelas                                            | 13 de janeiro de 1874   | Junho 1927    | PXI  |
| 19 | August Hlond, S.B.D.                   | Polónia        | Arcebispo de Varsóvia Gniezno                                            | 5 de julho de 1881      | Junho 1927    | PXI  |
| 20 | Pedro Segura y Sáenz                   | Espanha        | Arcebispo de Sevilha                                                     | 4 de dezembro de 1880   | Dezembro 1927 | PXI  |
| 21 | Jusztinián György Serédi, O.S.B        | Hungria        | Arcebispo de Esztergom-Budapeste                                         | 23 de abril de 1884     | Dezembro 1927 | PXI  |
| 22 | Alfredo Ildefonso Schuster, O.S.B.     | Itália         | Arcebispo de Milão                                                       | 18 de janeiro de 1880   | Julho 1929    | PXI  |
| 23 | Manuel Gonçalves Cerejeira             | Portugal       | Patriarca de Lisboa                                                      | 29 de novembro de 1888  | Dezembro 1929 | PXI  |
| 24 | Eugênio Pacelli                        | Itália         | Secretário de Estado da Santa Sé                                         | 2 de março de 1876      | Dezembro 1929 | PXI  |
| 25 | Luigi Lavitrano                        | Itália         | Arcebispo de Palermo                                                     | 7 de março de 1874      | Dezembro 1929 | PXI  |
| 26 | Joseph MacRory                         | Irlanda        | Arcebispo de Armagh                                                      | 19 de março de 1861     | Dezembro 1929 | PXI  |
| 27 | Jean Verdier, P.S.S.                   | França         | Arcebispo de Paris                                                       | 19 de fevereiro de 1864 | Dezembro 1929 | PXI  |
| 28 | Sebastião Leme da Silveira Cintra      | Brasil         | Arcebispo do Rio de Janeiro                                              | 20 de janeiro de 1882   | Junho 1930    | PXI  |
| 29 | Raffaele Carlo Rossi, O.C.D.           | Itália         | Secretário da Congregação para os Bispos                                 | 28 de outubro de 1876   | Junho 1930    | PXI  |
| 30 | Achille Liénart                        | França         | Bispo-emérito de Lille                                                   | 7 de fevereiro de 1884  | Junho 1930    | PXI  |
| 31 | Pietro Fumasoni Biondi                 | Itália         | Prefeito da Congregação para a Evangelização dos Povos                   | 4 de setembro de 1872   | Março 1933    | PXI  |
| 32 | Federico Tedeschini                    | Itália         | Arcipreste da Basílica de São Pedro                                      | 12 de outubro de 1873   | Março 1933    | PXI  |
| 33 | Maurilio Fossati                       | Itália         | Arcebispo de Turim                                                       | 24 de maio de 1876      | Março 1933    | PXI  |
| 34 | Carlo Salotti                          | Itália         | Prefeito de Congregação para o Culto Divino e Disciplina dos Sacramentos | 25 de julho de 1870     | Março 1933    | PXI  |
| 35 | Jean-Marie-Rodrigue Villeneuve, O.M.I. | Canadá         | Arcebispo de Quebec                                                      | 2 de novembro de 1883   | Março 1933    | PXI  |
| 36 | Elia Dalla Costa                       | Itália         | Arcebispo de Florença                                                    | 14 de maio de 1872      | Março 1933    | PXI  |
| 37 | Theodor Innitzer                       | Áustria        | Arcebispo de Viena                                                       | 25 de dezembro de 1875  | Março 1933    | PXI  |
| 38 | Ignatius Gabriel I Tappouni            | Iraque         | Patriarca católico sírio de Antioquia                                    | 17 de março de 1861     | Dezembro 1935 | PXI  |
| 39 | Enrico Sibilia                         | Itália         | Núncio-Apostólico na Áustria                                             | 20 de maio de 1906      | Dezembro 1935 | PXI  |
| 40 | Francesco Marmaggi                     | Itália         | Núncio-Apostólico na Polônia                                             | 31 de agosto de 1870    | Dezembro 1935 | PXI  |
| 41 | Luigi Maglione                         | Itália         | Prefeito da Congregação para o Clero                                     | 2 de março de 1877      | Dezembro 1935 | PXI  |
| 42 | Carlo Cremonesi                        | Itália         | Prefeito da Esmolaria Apostólica                                         | 4 de novembro de 1866   | Dezembro 1935 | PXI  |
| 43 | Alfred Baudrillart, C.O.               | França         | Reitor do Instituto Católico de Paris                                    | 6 de janeiro de 1859    | Dezembro 1935 | PXI  |
| 44 | Emmanuel Célestin Suhard               | França         | Arcebispo de Paris                                                       | 5 de abril de 1874      | Dezembro 1935 | PXI  |
| 45 | Karel Kašpar                           | Chéquia        | Arcebispo de Praga                                                       | 16 de maio de 1870      | Dezembro 1935 | PXI  |
| 46 | Santiago Copello                       | Itália         | Arcebispo de Buenos Aires                                                | 7 de janeiro de 1880    | Dezembro 1935 | PXI  |
| 47 | Isidro Gomá y Tomás                    | Espanha        | Arcebispo de Toledo                                                      | 19 de agosto de 1869    | Dezembro 1935 | PXI  |
| 48 | Pedro Boetto, S.J.                     | Itália         | Arcebispo de Génova                                                      | 19 de maio de 1871      | Dezembro 1935 | PXI  |
| 49 | Eugène Tisserant                       | França         | Secretário da Sagrada Congregação para a Igreja Oriental                 | 24 de março de 1884     | Junho 1936    | PXI  |
| 50 | Adeodato Giovanni Piazza, O.C.D.       | Itália         | Patriarca de Veneza                                                      | 30 de setembro de 1884  | Dezembro 1937 | PXI  |
| 51 | Ermenegildo Pellegrinetti              | Itália         | Núncio Apostólico emérito na Iugoslava                                   | 27 de março de 1876     | Dezembro 1937 | PXI  |
| 52 | Arthur Hinsley                         | Reino Unido    | Arcebispo de Westminster                                                 | 25 de agosto de 1865    | Dezembro 1937 | PXI  |
| 53 | Giuseppe Pizzardo                      | Itália         | Secretaria de Estado da Santa Sé                                         | 13 de julho de 1877     | Dezembro 1937 | PXI  |
| 54 | Pierre-Marie Gerlier                   | França         | Arcebispo de Lyon                                                        | 14 de janeiro de 1880   | Dezembro 1937 | PXI  |

### Cardeais Diáconos
| Nº | Nome                     | País   | Função                                                                                          | Data Nascimento        | Consistório   | Papa |
| -- | ------------------------ | ------ | ----------------------------------------------------------------------------------------------- | ---------------------- | ------------- | ---- |
| 55 | Camillo Caccia Dominioni | Itália | Prefeito da Prefeitura da Casa Pontifícia Protodiácono                                          | 7 de fevereiro de 1877 | Dezembro 1935 | PXI  |
| 56 | Nicola Canali            | Itália | Presidente da Pontifícia Comissão para o Estado da Cidade do Vaticano                           | 6 de junho de 1874     | Dezembro 1935 | PXI  |
| 57 | Domenico Jorio           | Itália | Prefeito da Congregação para o Culto Divino e Disciplina dos Sacramentos                        | 7 de outubro de 1867   | Dezembro 1935 | PXI  |
| 58 | Vincenzo Lapuma          | Itália | Secretário da Congregação para os Institutos de Vida Consagrada e Sociedades de Vida Apostólica | 22 de janeiro de 1874  | Dezembro 1935 | PXI  |
| 59 | Federico Cattani Amadori | Itália | Prefeito oa Supremo Tribunal da Assinatura Apostólica                                           | 17 de abril de 1856    | Dezembro 1935 | PXI  |
| 60 | Massimo Massimi          | Itália | Prefeito oa Pontifício Conselho para os Textos Legislativos                                     | 10 de abril de 1877    | Dezembro 1935 | PXI  |
| 61 | Domenico Mariani         | Itália | Vice-Prefeito da Administração do Patrimônio da Sé Apostólica                                   | 3 de abril de 1863     | Dezembro 1935 | PXI  |
| 62 | Giovanni Mercati         | Itália | Arquivista dos Arquivos Secretos do Vaticano Bibliotecário da Biblioteca Apostólica Vaticana    | 17 de dezembro de 1866 | Junho 1936    | PXI  |